# 中町 (新宿區)
中町（日语：／ Nakachō */?）是東京都新宿區的町名。未實施住居表示。2013年8月1日為止的人口有487人。郵遞區號為162-0835。

## 地理
位於新宿區東北部。東北臨袋町，東南接南町，西南通細工町、納戶町，西北鄰北町。以住宅區為主，也有部分公寓大樓。

## 歷史
原為牛込中御徒町，1872年（明治5年）改稱牛込中町。

### 地名由來
因位於御徒町中央而稱中御徒町，後縮減為中町。

## 交通
町域內沒有鐵路車站，可利用都營大江戶線牛込神樂坂站。

## 設施
- 新宿區立中町圖書館
- 宮城道雄紀念館

## 備註
1. ↑  『角川日本地名大辞典 13　東京都』、角川書店、1991年再版、P876
2. ↑  .   [2013-08-10]. （原始内容存档于2014-08-19）.

## 外部連結
- 新宿區役所（页面存档备份，存于）